# Szolnok Soldiers 2014
Questa voce raccoglie le informazioni riguardanti i Szolnok Soldiers nelle competizioni ufficiali della stagione 2014.

## Divízió II 2014

### Stagione regolare
| 5 aprile 2014 2ª giornata | Miskolc Renegades | 36 – 8 | Szolnok Soldiers |  |

| 19 aprile 2014 4ª giornata | Nyíregyháza Tigers 2 | 28 – 2 | Szolnok Soldiers |  |

| 11 maggio 2014 6ª giornata | Szolnok Soldiers | 13 – 6 | Dabas Sparks |  |

| 24 maggio 2014 8ª giornata | Szolnok Soldiers | 6 – 48 | Debrecen Gladiators |  |

### Playoff
| 2014 Wild Card | Újbuda Rebels 2 | 21 – 0 | Szolnok Soldiers |  |

## Statistiche di squadra
| Competizione      | %Vittorie | In casa | In casa | In casa | In casa | In casa | In casa | In trasferta | In trasferta | In trasferta | In trasferta | In trasferta | In trasferta | Totale | Totale | Totale | Totale | Totale | Totale |
| Competizione      | %Vittorie | G       | V       | N       | P       | Pf      | Ps      | G            | V            | N            | P            | Pf           | Ps           | G      | V      | N      | P      | Pf     | Ps     |
| ----------------- | --------- | ------- | ------- | ------- | ------- | ------- | ------- | ------------ | ------------ | ------------ | ------------ | ------------ | ------------ | ------ | ------ | ------ | ------ | ------ | ------ |
| Stagione regolare | .250      | 2       | 1       | 0       | 1       | 19      | 54      | 2            | 0            | 0            | 2            | 10           | 64           | 4      | 1      | 0      | 3      | 29     | 118    |
| Playoff           | .000      | 0       | 0       | 0       | 0       | 0       | 0       | 1            | 0            | 0            | 1            | 0            | 21           | 1      | 0      | 0      | 1      | 0      | 21     |
| Totale            | .200      | 2       | 1       | 0       | 1       | 19      | 54      | 3            | 0            | 0            | 3            | 10           | 85           | 5      | 1      | 0      | 4      | 29     | 139    |